# Concord (Georgia)
Concord – miasto w Stanach Zjednoczonych, w stanie Georgia, w hrabstwie Pike.